# Trhová Kamenice
Trhová Kamenice (in tedesco Markt Kamnitz) è un comune mercato della Repubblica Ceca facente parte del distretto di Chrudim, nella regione di Pardubice.